# Dostojka malinowiec
Dostojka malinowiec, perłowiec malinowiec (Argynnis paphia) – gatunek motyla dziennego z rodziny rusałkowatych (Nymphalidae). 

## Opis
Rozpiętość skrzydeł od 58 do 66 mm. Wierzch skrzydeł samicy rudooliwkowy, samca rudy z ciemnymi pasami na żyłkach przedniego skrzydła na których znajdują się skupienia łusek zapachowych. U samic spotyka się formę valesina o szarooliwkowym tle skrzydeł. Spód tylnego skrzydła żółto lub szarozielonkawy, ze srebrzystymi przepaskami.

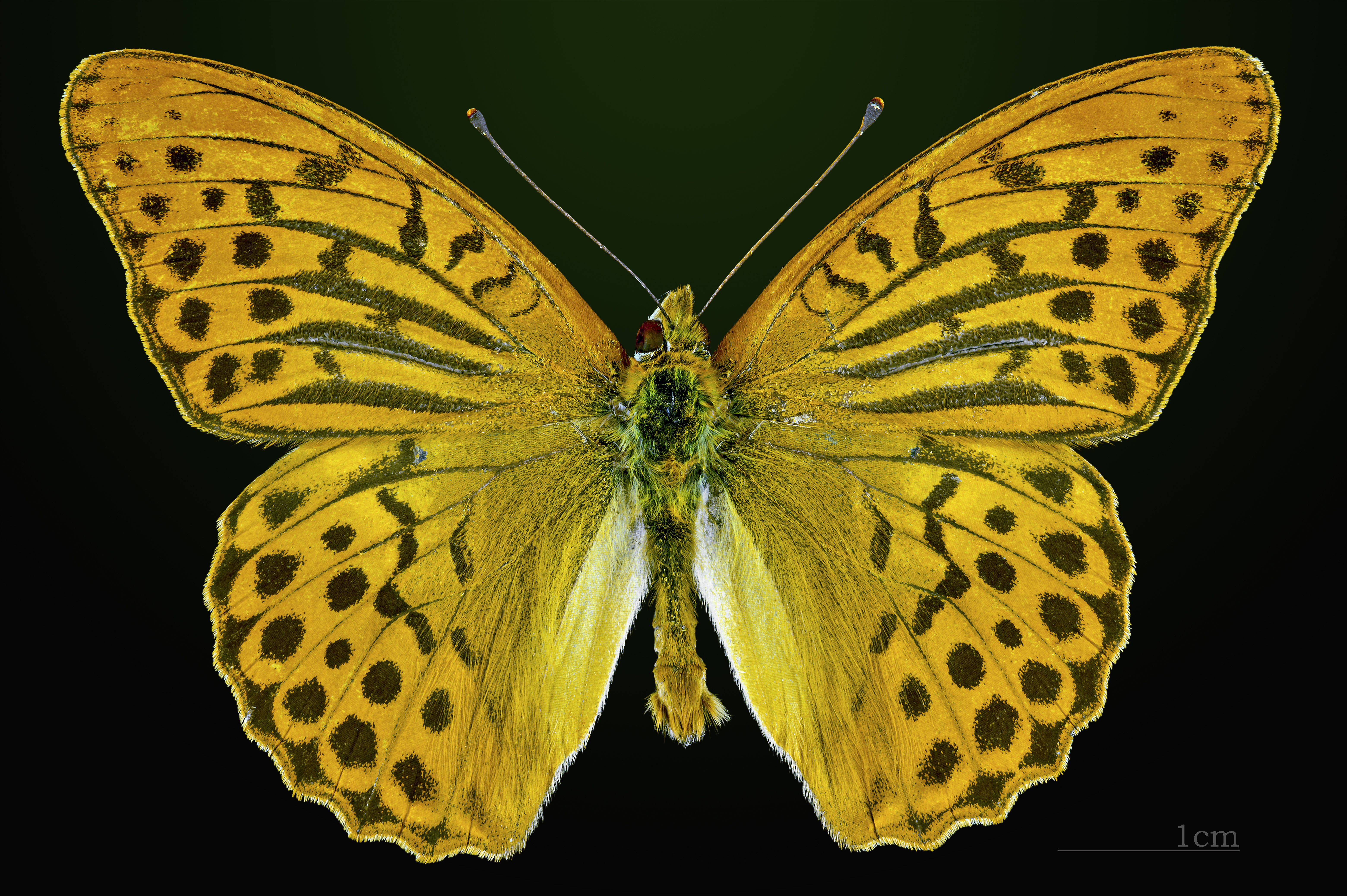
♂
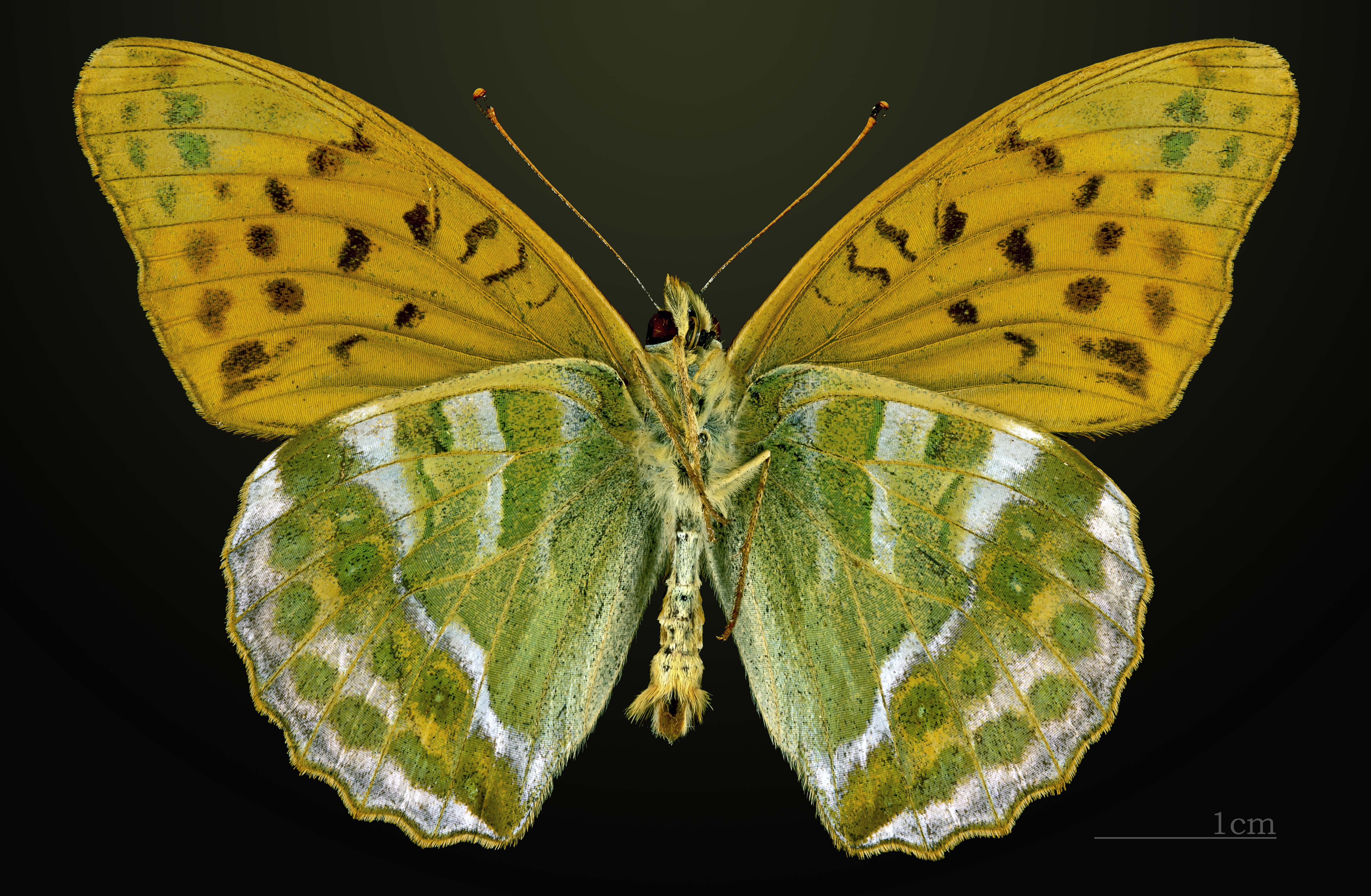
△ ♂
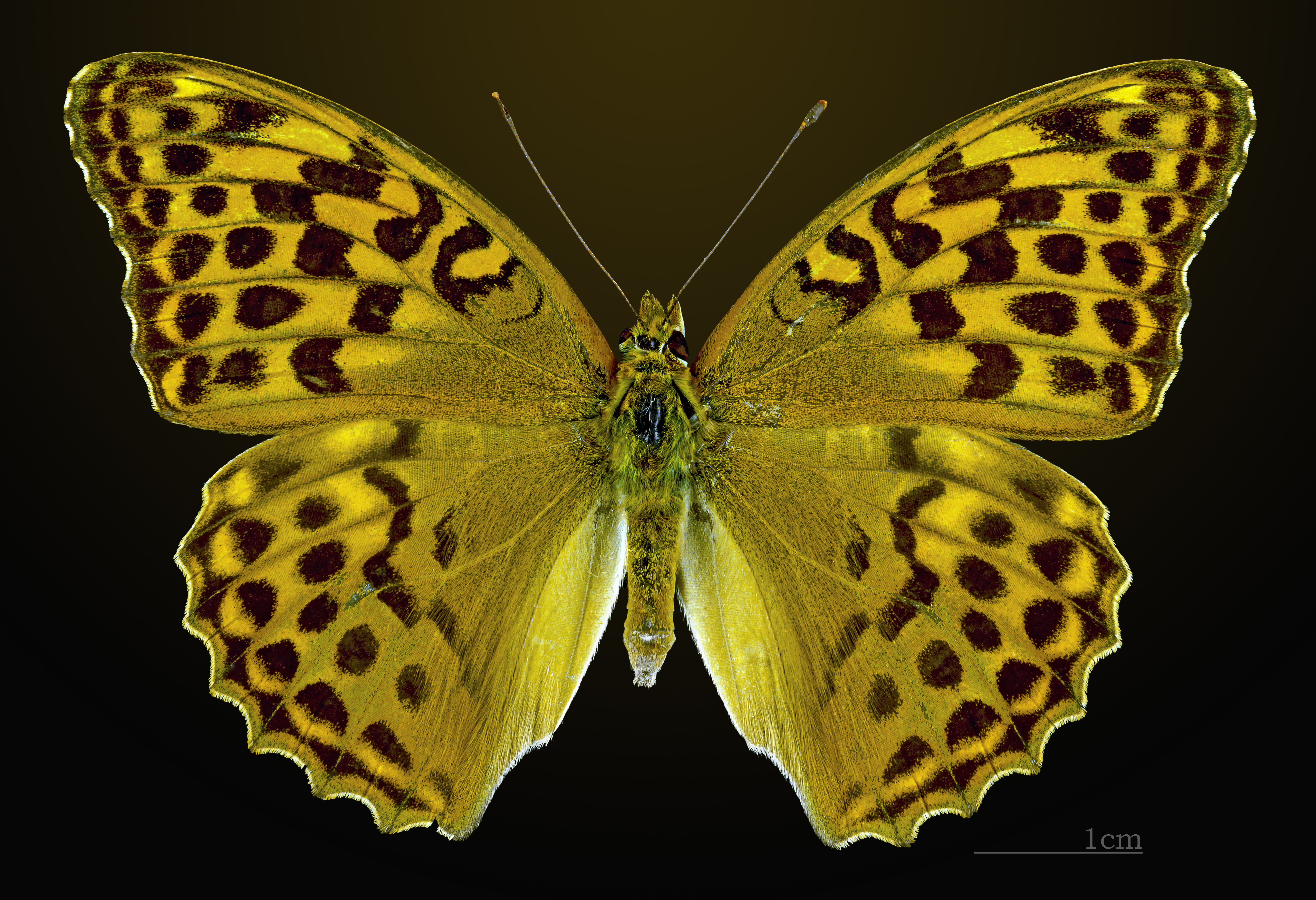
♀
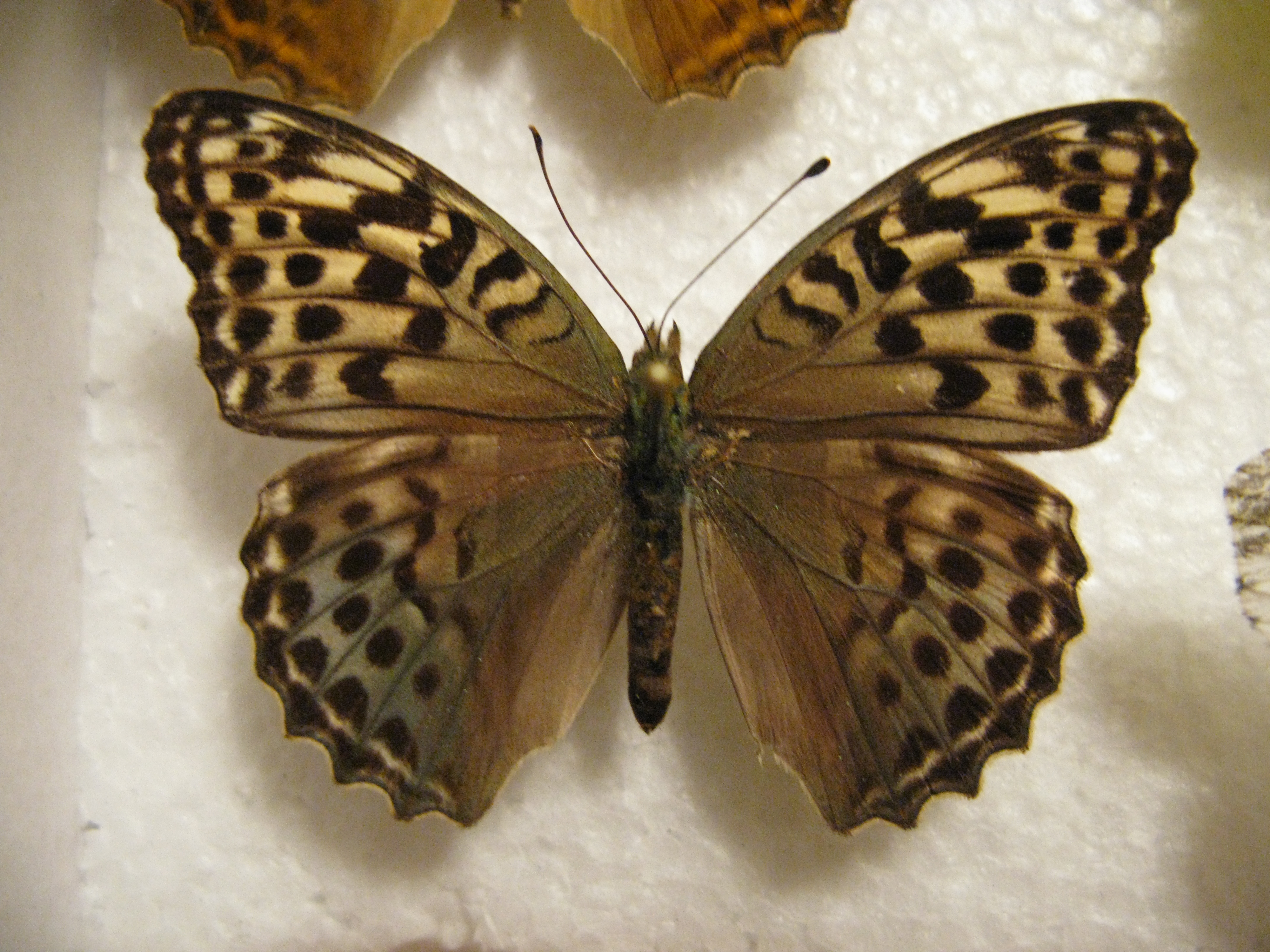
♀ f. valesina

## Biologia i ekologia
Gatunek eurosyberyjski, pospolity w całej Polsce, lokalnie liczny. Owady dorosłe pojawiają się w jednym pokoleniu od końca czerwca do początku września. Związany ze środowiskiem leśnym, występuje na polanach, przyleśnych łąkach, zrębach, ale motyle przebywają zwykle wysoko w koronach drzew, gdzie żywią się nektarem. W Tatrach spotykane są nawet do 2000 m n.p.m., ale częściej w niższych położeniach górskich. Samice składają jaja składa na korze drzew (świerków, sosen) na skraju lasu, rzadziej bezpośrednio na roślinach pokarmowych. Zimują (w szczelinach kory) świeżo wylęgłe gąsienice, które zaczynają żerować dopiero na wiosnę następnego roku. Gąsienice są aktywne w nocy, w dzień szukają schronienia w ściółce.

## Rośliny żywicielskie gąsienic
Fiołek leśny, fiołek kosmaty, Fiołek wonny